# Wiktor Wjatscheslawowitsch Kalatschik
Wiktor Wjatscheslawowitsch Kalatschik (russisch Виктор Вячеславович Калачик; * 28. Februar 1981 in Serow, Russische SFSR) ist ein russischer Eishockeyspieler, der seit 2011 bei Molot-Prikamje Perm in der Wysschaja Hockey-Liga unter Vertrag steht.

## Karriere
Wiktor Kalatschik begann seine Karriere als Eishockeyspieler bei Metallurg Serow, für dessen Profimannschaft er von 1999 bis 2006 in der Wysschaja Liga, der zweiten russischen Spielklasse, aktiv war. In diesem Zeitraum kam er zudem in der Saison 2001/02 zu vier Einsätzen für den HK Metschel Tscheljabinsk in der Superliga. Die Saison 2005/06 beendete der Angreifer zudem beim Superliga-Teilnehmer Neftechimik Nischnekamsk.
Zur Saison 2006/07 unterschrieb Kalatschik einen Vertrag beim HK MWD Twer. Im Verein blieb er auch nach dessen Umsiedlung nach Balaschicha zur Saison 2007/08. In der Saison 2008/09 stand der Russe für den HK MWD Balaschicha in der neu gegründeten Kontinentalen Hockey-Liga auf dem Eis. Anschließend wechselte er innerhalb der KHL zum Liganeuling Awtomobilist Jekaterinburg, für den er seither regelmäßig auf dem Eis steht. In der Saison 2010/11 spielte er zudem 17 Mal für Awtomobilists Kooperationspartner Sputnik Nischni Tagil in der neuen zweiten Spielklasse, der Wysschaja Hockey-Liga. Zur Saison 2011/12 wechselte er innerhalb der Wysschaja Hockey-Liga zu Molot-Prikamje Perm.

## KHL-Statistik
(Stand: Ende der Saison 2010/11)